# Ängspuppsnäcka
Ängspuppsnäcka (Pupilla muscorum) är en snäckart som först beskrevs av Carl von Linné 1758.  Ängspuppsnäcka ingår i släktet Pupilla och familjen puppsnäckor. IUCN kategoriserar arten globalt som livskraftig. Arten är reproducerande i Sverige. Inga underarter finns listade i Catalogue of Life.

## Bildgalleri

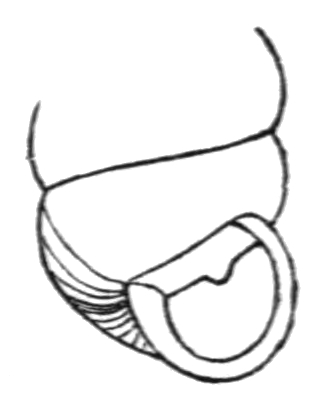